# Emmanuel de Mac Mahon
Pour les autres membres de la famille, voir Famille de Mac-Mahon.
Pour les articles homonymes, voir MacMahon.
Marie Emmanuel, comte de Mac Mahon, (26 novembre 1859 - Paris - 6 juin 1930 - Paris), est un militaire français.

## Biographie
Fils cadet du maréchal Mac Mahon et d'Élisabeth de La Croix de Castries, Emmanuel intègre l'École spéciale militaire de Saint-Cyr de 1878 à 1880 (promotion des Zoulous).
Chef de bataillon depuis le 3 avril 1899 au 51e régiment d'infanterie, il passa avec le grade de lieutenant-colonel au 155e RI.
Colonel du 155e RI depuis le 25 décembre 1911, Mac Mahon était toujours à la tête de ce corps au moment de la mobilisation générale (août 1914), et le conserva jusqu'au 27 septembre suivant au sein de la 40e division d'infanterie (6e corps d'armée).
Général de brigade le 27 octobre 1914, il commande la 80e brigade de la 40e division d'infanterie jusqu'en novembre 1914.
Le comte de Mac Mahon était membre du Jockey Club et de l'Union artistique.
Il meurt en 1930.

## Vie familiale
Fils cadet de Marie Edme Patrice Maurice (13 juillet 1808 - Château de Sully † 17 octobre 1893 - Château de la Forêt, Montcresson, inhumé le 22 octobre 1893 - aux Invalides), 1er duc de Magenta (5 juin 1859), maréchal de France, Gouverneur général de l'Algérie (1864-1870), président de la République française (1873-1879), et de Élisabeth de La Croix de Castries (1834-1900), Emmanuel de Mac Mahon épousa, le 2 juin 1892 à Paris VIIIe (bénédiction nuptiale donnée par S.E. le cardinal Richard, archevêque de Paris, en l'église Sainte-Clotilde), Marie Marguerite Antoinette Camille (25 avril 1872 - Paris † 13 mai 1960 - Paris), fille de Gaston-Antoine de Chinot, vicomte de Fromessent, officier de cuirassiers. Ensemble, ils eurent :
1. Marthe Amélie de Mac Mahon (26 mars 1893 - Paris 25 août 1980 - Cairon), mariée, le 19 février 1914 à Paris, avec Marie Charles Guy de Miribel (3 novembre 1885 - Paris † 28 février 1981 - Paris), comte de Miribel, dont postérité ;
2. Marie Brigitte de Mac Mahon (6 juillet 1900 - Beauvais † 5 avril 1991 - Baron-sur-Odon), mariée, le 12 mars 1925 à Paris, avec Antoine Charles Marie Jules de Touchet (3 février 1886 - Paris † fusillé par les Allemands le 6 juin 1944 - Caen, Mort pour la France), marquis de Touchet, chef d'escadron de cavalerie, dont postérité ;
3. Patrice Maurice Gaston Joseph de Mac Mahon (30 octobre 1902 - Paris 7e † 18 août 1932 - Akreidil), chevalier de la Légion d'honneur (3e génération).

## Distinctions
|  |  |  |  |

- Commandeur de la Légion d'honneur[3] ;
- Croix de guerre 1914-1918, avec 2 palmes ;
- Officier de l'ordre des Saints-Maurice-et-Lazare ;
- Officier de l'Ordre du Nichan Iftikhar.